# Albertia naidis
Albertia naidis är en hjuldjursart som beskrevs av Edward Lloyd Bousfield 1886. Albertia naidis ingår i släktet Albertia och familjen Dicranophoridae. Arten är reproducerande i Sverige. Inga underarter finns listade i Catalogue of Life.